# Hippocampus satomiae
Hippocampus satomiae (Syn.: Hippocampus waleananus Martin F. Gomon und Kuiter, 2009) ist eine Fischart aus der Gattung der Seepferdchen (Hippocampus). Sie wurde erst im Jahre 2008 beschrieben. Das Artepitheton ehrt Satomi Onishi, eine Tauchführerin, die die Spezies im Jahre 2003 in den Gewässern nahe Derawan, Kalimantan, Indonesien in einer Tiefe zwischen 10 und 18 Metern entdeckt hatte.

## Merkmale
Der Holotypus, ein Männchen, hat eine Länge von 13,8 mm. Der Paratypus, ein Weibchen, misst 13,4 mm. Weitere entdeckte Exemplare haben eine Höhe von 11 mm und eine Standardlänge von 14 mm.  Damit gilt Hippocampus satomiae nach dem Denise-Zwergseepferdchen als zweitkleinste bekannte Seepferdchenart. Die Anzahl der Rumpfringe beträgt 12. Der Schwanz ist durch 27 bis 28 Ringe charakterisiert. Es gibt 13 Rückenflossenstrahlen und 9 Brustflossenstrahlen. Die Analflosse ist klein oder nicht vorhanden. Die Kopflänge beträgt 22,3 Prozent der Standardkörperlänge. Die Schnauzenlänge macht 51,0 Prozent der Kopflänge aus. Lebende Exemplare sind weiß bis hellbraun oder grau gefärbt. In Alkohol eingelegte Exemplare sind hellgrau und nahezu transparent.

## Verbreitung und Lebensweise
Hippocampus satomiae kommt an verschiedenen Orten in indonesischen Gewässern vor, darunter bei Derawan an der Küste von Kalimantan und in der Lembeh-Straße an der Küste des nördlichen Sulawesi. Die Art ist dämmerungsaktiv und tagsüber nur schwer zu finden. Nachts ist Hippocampus satomiae in Gruppen von drei bis fünf Individuen in kleinen Gorgonien in Tiefen zwischen 15 und 20 Metern am Grund unterhalb von Riffüberhängen zu beobachten.

## Fortpflanzung
Die Geburt wurde bei verschiedenen Gelegenheiten beobachtet und fotografiert. Die jungen Seepferdchen sind bei der Geburt pechschwarz, 3 mm hoch und ähnlich geformt wie die adulten Tiere. Der Holotypus, der im Oktober 2003 gesammelt wurde, war trächtig und trug acht Junge in der Bruttasche bei sich.